# Jeff Sarwer
Jeff Sarwer (ur. 14 maja 1978 w Kingston) – kanadyjski szachista, mistrz świata do 10 lat (Portoryko 1986).

## Wczesna kariera
Jeff poznał zasady gry w szachy w wieku 4 lat dzięki swojej o 2 lata starszej siostrze, Julii, a w wieku 6 lat zaczął grać w klubie szachowym na Manhattanie w Nowym Jorku (Manhattan Chess Club), który był w tym czasie jednym z najbardziej prestiżowych na świecie. Prowadzący ten klub Bruce Pandolfini, będąc pod wrażeniem szachowego rodzeństwa, zapewnił im dożywotnie darmowe członkostwo w klubie, które zazwyczaj zarezerwowane było dla arcymistrzów.
Każdego roku z okazji Dnia Kanady (narodowe święto Kanady) na Wzgórzu Parlamentu (Parliament Hill) w Ottawie, Jeff (od kiedy skończył 7 lat) zabawiał tłumy grając z 40 graczami w tym samym czasie tzw. symultany. Pokazywał się również w Parku Waszyngtona w Nowym Jorku, gdzie grał w szachy szybkie  i ściągał uwagę widzów obserwujących jego grę.
Jeff Sarwer, reprezentując Kanadę, wygrał mistrzostwa świata juniorów do lat 10 w Portoryko w 1986 r.
Allen Kaufman, szef Amerykańskiego Towarzystwa Szachowego, powiedział „Jeff jako dziewięciolatek jest silniejszy niż Bobby (Fischer), kiedy miał 11 lat”. Bruce Pandolfini powiedział natomiast: „Spośród wielu tysięcy dzieci, które uczyłem, Jeff jest zdecydowanie najbardziej niezwykłym młodym graczem, jakiego kiedykolwiek widziałem”.

## Życie medialne
Kiedy Jeff miał 8 lat, jego entuzjazm, jaki przejawiał w kierunku szachów, przykuł uwagę arcymistrza Edmara Mednisa, który zaprosił go do analizowania meczu o mistrzostwo świata w 1986 r. pomiędzy Garrim Kasparowem a Anatolijem Karpowem w PBS (amerykańska stacja telewizyjna). Jeff i jego siostra Julia (która również była mistrzynią świata wśród dziewcząt poniżej 10 roku życia) wystąpili w telewizji ponownie komentując mecz rewanżowy w 1987 r. Po tym wydarzeniu oboje stali się znani w kręgach medialnych i zaczęli pojawiać się w różnych programach, a także stali się tematem filmu dokumentalnego.
Niektóre pisma, takie jak  GQ czy Sports Illustrated pisały artykuły o Jeffie i jego rodzinie, często podkreślając ich dziwny styl życia, kwestionując bezpieczeństwo i rozwój kariery szachowej Jeffa pod okiem jego ojca.
Kiedy dla ojca Jeffa stało się jasne, że nie będzie w stanie w pełni kontrolować życia swojego syna, nie pozwolił Jeffowi kontynuować szachowej kariery. Wyprowadził swoją rodzinę z Nowego Jorku i popadł w kłopoty z Towarzystwem Pomocy Dzieciom w Ontario. Olbrzymi artykuł w jednym z najpoczytniejszych i opiniotwórczych czasopism w Stanach Zjednoczonych Vanity Fair opisał przemoc, jakiej poddawał Jeffa i Julię ich ojciec Mike i spowodował, że odpowiednie służby zabrały rodzeństwo ojcu i oddały pod opiekę rodziny zastępczej. Ojciec Jeffa nie uznawał żadnych struktur ani systemów państwowych, nie posyłał dzieci do szkoły i było głośno o tym, że znęcał się nad nimi psychicznie i fizycznie. Jeff i Julia uciekli spod opieki Towarzystwa Pomocy Dzieciom do swojego ojca i ukryli się przed służbami, żeby znowu ich nie zabrano. Cała trójka od tej pory ukrywała się, mieszkała w różnych krajach i przywykła do nieprzeciętnego stylu życia.

## „Searching for Bobby Fischer”
W 1993 r. zrealizowano film pt. Searching for Bobby Fischer (pol. Szachowe dzieciństwo), w którym Jeff został sportretowany jako „Jonathan Poe”. W kulminacyjnej scenie filmu w ostatniej rundzie Jonathan Poe otrzymał propozycję remisu, której nie przyjął i przegrał. W rzeczywistości jednak Jeff Sarwer i jego przeciwnik Joshua Waitzkin partię tę zremisowali i podzielili I miejsce. W tym czasie Jeff miał 7, a Josh 9 lat. Jedyna inna partia pomiędzy chłopcami odbyła się w grudniu 1985 r. i zakończyła zwycięstwem Jeffa.

## Udział w turnieju szachowym po latach przerwy
We wrześniu 2007  Jeff wziął udział w X Międzynarodowym Turnieju szachów szybkich o Puchar Zamku Malborskiego. Ponieważ nie posiadał rankingu międzynarodowego, przyznano mu techniczną punktację 2300 punktów. Jeff uplasował się na III miejscu z wynikiem 7 pkt w 9 partiach wśród 86 zawodników, w tym 4 arcymistrzów.

## Poker
Od grudnia 2008 Jeff bierze udział w European Poker Tour, kończąc 5 turniejów z nagrodami pieniężnymi, w tym zajmując 10. miejsce podczas EPT Warsaw w październiku 2009 i 3. miejsce z wygrana 156.170 Euro w EPT Vilamoura w listopadzie 2009.